# 倉田栄一
倉田 栄一（くらた えいいち、1932年2月15日 - 2013年2月26日）は、三重県出身の元ボートレーサー。

## 来歴
1952年12月に児島でデビューし、1960年10月の尼崎8周年を完全優勝を飾り、1961年には平和島で行われた第7回全国地区対抗で四大特別競走・SG級レースを初制覇。同年の第8回全日本選手権競走（住之江）も制するなど圧倒的な強さを見せ、1963年には第9回モーターボート記念・ランナー（下関）、1964年には第10回モーターボート記念・ハイドロ（芦屋）を制す。大会史上初の連覇を果たし、2012年第58回で瓜生正義が達成するまで48年間も現れなかった。創成期には「神様」と呼ばれたほど無敵の強さを誇り、「スポーツ界に3名の神様がいる。野球の神様は川上哲治、相撲の神様は双葉山、そして競艇の神様は倉田栄一」と言われた。波の中でプロペラが空回りしないようにとカップペラを考えた先駆者であり、夢の中でもモーター整備をし、夢で見たことを忘れないよう、いつも赤鉛筆を握って寝ていたという。1964年からはようやく陰りが見え始め、MB記念連覇が生涯最後のタイトルとなった一方、新星北原友次が24歳でダービーを勝って若手の時代が現実のものとなって来た。1970年の第17回全日本選手権競走（住之江）優勝戦で転覆し、後続艇のプロペラで左足脹脛をS字型に切断され「再起不能」の診断を受けた。それでも不屈の闘志と競艇へかける情熱で、8度も手術を受けカムバック。1973年には下関モーターボート記念、住之江・ダービーに出場と、再びクラシック路線に戻った。44歳の頃には中年太りを防ぎ、49㎏から50㎏に体重を維持する減量も始め、脱水症状を起こす風呂は避け、青山高原に登って足の訓練を兼ねたものに重点を置いた。元号が「平成」になった1989年には9月4日に地元の津で初の3000勝をマーク。最終的には3088勝まで伸ばし、1995年に北原友次が抜くまで最多記録であった。記念優勝35回、GI優勝31回、通算勝率6.80と優れた成績を残した。1992年、創成期に活躍した三津川要と共に引退。  
引退後は2004年から地元の津で「倉田栄一杯争奪安濃津賞」が行われ、表彰式ではプレゼンターとして優勝者に優勝カップを手渡した  。
2007年にはボートレース殿堂入りを果たす。
2013年2月26日死去。81歳没。

## 獲得タイトル
※太字は四大特別競走を含むSG級レース
- 1956年 - 津開設4周年記念競走、徳山開設3周年記念競走
- 1957年 - 常滑開設4周年記念「水の王者決定戦」競走、鳴門開設4周年記念競走、宮島開設3周年記念競走
- 1959年 - 常滑開設6周年記念「水の王者決定戦」競走
- 1960年 - 尼崎開設8周年記念競走、多摩川開設6周年記念競走
- 1961年 - 第7回全国地区対抗（平和島）、第8回全日本選手権競走（住之江）、東海地区選手権競走（常滑）、津開設9周年記念競走
- 1962年 - 津開設10周年記念競走、福岡開設9周年記念競走
- 1963年 - 第9回モーターボート記念・ランナー（下関競艇場）、住之江開設7周年記念競走、宮島開設9周年記念競走、浜名湖開設10周年記念競走
- 1964年 - 第10回モーターボート記念・ハイドロ（芦屋）
- 1966年 - 宮島開設12周年記念競走
- 1967年 - 東海地区選手権競走（蒲郡）
- 1969年 - 東海地区選手権競走（津）
- 1970年 - びわこ開設17周年記念「秩父宮妃記念杯競走」